# وین فرای
وین فرای (انگلیسی: Wayne Frye; ۳۰ نوامبر ۱۹۳۰ – ۲۶ فوریهٔ ۲۰۱۴) قایقران روئینگ اهل ایالات متحده آمریکا بود.
وی همچنین برندهٔ جوایزی همچون پرپل هارت شده‌است.